# Чемпіонат Європи з легкої атлетики
Чемпіонат Європи з легкої атлетики — найпрестижніше у європейському легкоатлетичному календарі міжнародне змагання, що проводиться раз на два роки Європейською легкоатлетичною асоціацією.

## Історія
У рейтингу найбільших офіційних міжнарідних змагань з легкої атлетики чемпіонат Європи традиційно посідає третю сходинку, поступаючись за своєю престижністю тільки Олімпійським іграм та чемпіонатам світу.
Історія чемпіонатів Європи почалася в першій половині 30-х років минулого століття, причому почалася з подій майже детектівних. Ще в 1926 угорець Шилард Станкович виступив з ідеєю організації чемпіонатів Європи. Не можна сказати, що ідея ця була дуже оригинальною, адже ще в 1919 відбувся перший чемпіонат Південної Америки. Але він пройшов досить скромно і не викликав великого резонансу. Здавалося б, за аналогією з південноамериканським без особливих проблем можна було провести і чемпіонат європейський. Однак незважаючи на те, що Станкович був дуже авторитетним спортивним діячем, в ІААФ він відав питаннями реєстрації світових рекордів, а це був один з небагатьох напрямків тодішньої діяльності цієї організації, його пропозицію вдалося реалізувати лише 8 років потому. І це при тому, що європейці були лідерами і в світовій легкій атлетиці, і в ІААФ.
На шляху організації чемпіонату Європи, здавалося, нездоланою перешкодою постав один з пунктів Статуту ІААФ, в якому говорилося про те, що Олімпійські ігри є змаганнями всесвітніми і не може бути інших змагань, як би вони не називалися, — чемпіонатамі світу, континентів або якось по-іншому. Президент ІААФ Зігфрід Едстрем, який незмінно очолював її з 1912, та частина членів Ради ІААФ твердо стояли на позиції неухильного дотримання цього пункту Статуту.
Але тут, як то кажуть, не було б щастя, та нещастя допомогло. Свого роду «хрещеним батьком» європейського чемпіонату став відомий фінський стаєр, дев'ятиразовий олімпійський чемпіон і 22-разовий рекордсмен світу Пааво Нурмі. До ІААФ надійшло повідомлення, що Нурми під час своїх виступів в Данцигу, Бреслау, Кенігсберзі та Штутгарті отримував гроші за них і таким чином порушив закон аматорства. Едстрем, будучи активним прихильником боротьби з будь-якими порушеннями принципів аматорства, що згодом зіграло не останню роль у його обранні президентом МОК, зажадав дискваліфікації Нурмі.
Однак далеко не всі члени Ради ІААФ поділяли думку свого президента. І тоді Едстрем запропонував своєрідний компроміс — в обмін на дискваліфікацію Нурмі до Статуту ІААФ будуть внесені зміни, що знімають заборону на проведення континентальних чемпіонатів.
Надалі події розвивалися дуже швидко. Влітку 1932, незадовго до початку Олімпійських ігор у Лос-Анджелесі, Нурмі дискваліфікували, а до Статуту ІААФ були внесені необхідні зміни. 14 січня 1933 у мюнхенскому готелі «Кенігсхофен» пройшла зустріч керівників ІААФ, на якій було прийнято рішення про організацію чемпіонату Європи та був створений спеціальний комітет для його проведення, а у вересні Рада ІААФ офіційно визнала статус цього змагання.
І ось через рік, у вересні 1934, в італійському Турині відбувся перший в історії чемпіонат Європи з легкої атлетики, в якому змагались тільки чоловіки. Наступний чемпіонат складався з двох частин — спочатку в Парижі виступали чоловіки, а у Відні на старт вийшли жінки. Перші вісім чемпіонатів пройшли з чотирирічними інтервалами. Але потім Європейська комісія ІААФ, згодом перетворена в Європейську легкоатлетичну асоціацію, спробувала перевести чемпіонати на дворічний цикл та проводити їх в непарні роки. Однак не відразу, а поступово, через проміжний трирічний інтервал. Ось звідки з'явилися «нетипові» чемпіонати 1969—1974. Але нововведення не «прижилося», і Європейська легкоатлетична асоціація повернулася до чотирирічного циклу своїх чемпіонатів.
Втім, дворчіний цикл проведення континентальних чемпіонатів все одно був запроваджений після чемпіонату-2010.

## Формат
У змаганнях беруть участь легкоатлети, які представляють національні федерації, що входять до Європейської легкоатлетичної асоціації.
Від однієї країни в кожному індивідуальному виді можуть вийти на старт до 3 спортсменів, які виконали в установлений період відповідний кваліфікаційний норматив.
Країна може заявити по одній команді до естафетної дисципліни.
За роки проведення чемпіонатів Європи чоловіча програма змінювалась, а точніше, розширювалася лише двічі — в 1938 до неї був включений біг на 3000 метрів з перешкодами, а в 1946 — спортивна ходьба на 10000 метрів доріжкою, а згодом у 1958 дистанція ходьби була збільшена вдвічі та перенесена на шосе.
Жіноча ж програма зі «скромних» 9 видів на чемпіонаті-1938 зросла до програми, ідентичній чоловічій, в 2018 (коли жінки вперше розіграли нагороди в спортивній ходьбі на 50 кілометрів).
Наразі змагальна програма чемпіонату Європи включає по 24 дисципліни для чоловіків та жінок:
- бігові види на доріжці стадіону: біг на 100, 200, 400, 800, 1500, 5000, 10000 метрів, 110 метрів з бар'єрами (у чоловіків) та 100 метрів з бар'єрами (у жінок), 400 метрів з бар'єрами, 3000 метрів з перешкодами, естафети 4×100 та 4×400 метрів;
- шосейні дисципліни: марафонський біг, спортивна ходьба на 20 та 50 кілометрів (у роки проведення Олімпійських ігор чемпіони Європи зі спортивної ходьби не визначаються, а марафонську дистанцію замінює напівмарафон);
- технічні дисципліни: стрибки у висоту, з жердиною, в довжину та потрійним, штовхання ядра, метання диска, молота та списа;
- багатоборство: десятиборство (у чоловіків) і семиборство (у жінок)[2].

## Чемпіонати
| #  | Рік  | Місто-господар | Дати проведення     | Арена змагань                          | Кількість дисциплін | Країни-учасниці | Атлети-учасники | Переможець медального заліку |
| -- | ---- | -------------- | ------------------- | -------------------------------------- | ------------------- | --------------- | --------------- | ---------------------------- |
| 1  | 1934 | Турин          | 7–9 вересня         | Муніципальний стадіон Беніто Муссоліні | 22                  | 23              | 226             | Німеччина                    |
| 2  | 1938 | Париж          | 3–5 вересня         | Стад Олімпік (чоловіки)                | 23                  | 23              | 272             | Німеччина                    |
| 2  | 1938 | Відень         | 17–18 вересня       | Пратерштадіон (жінки)                  | 9                   | 14              | 80              |                              |
| 3  | 1946 | Осло           | 22–25 серпня        | Біслетт                                | 33                  | 20              | 353             | Швеція                       |
| 4  | 1950 | Брюссель       | 23–27 серпня        | Ейзель                                 | 34                  | 24              | 454             | Велика Британія              |
| 5  | 1954 | Берн           | 25–29 серпня        | Нойфельд                               | 35                  | 28              | 686             | СРСР                         |
| 6  | 1958 | Стокгольм      | 19–24 серпня        | Олімпійський стадіон                   | 36                  | 26              | 626             | СРСР                         |
| 7  | 1962 | Белград        | 12–16 вересня       | Стадіон Югославської народної армії    | 36                  | 29              | 670             | СРСР                         |
| 8  | 1966 | Будапешт       | 30 серпня-4 вересня | Непштадіон                             | 36                  | 30              | 769             | НДР                          |
| 9  | 1969 | Афіни          | 16–21 вересня       | Караїскакіс                            | 38                  | 30              | 674             | НДР                          |
| 10 | 1971 | Гельсінкі      | 10–15 серпня        | Олімпійський стадіон                   | 38                  | 29              | 857             | НДР                          |
| 11 | 1974 | Рим            | 2–8 вересня         | Олімпійський стадіон                   | 39                  | 29              | 745             | НДР                          |
| 12 | 1978 | Прага          | 29 серпня-3 вересня | Стадіон Евжена Рошицького              | 40                  | 29              | 1004            | СРСР                         |
| 13 | 1982 | Афіни (2)      | 6-12 вересня        | Олімпійський стадіон                   | 41                  | 29              | 756             | НДР                          |
| 14 | 1986 | Штутгарт       | 26 серпня-2 вересня | Некарштадіон                           | 43                  | 31              | 906             | СРСР                         |
| 15 | 1990 | Спліт          | 26 серпня-2 вересня | Полюд                                  | 43                  | 33              | 952             | НДР                          |
| 16 | 1994 | Гельсінкі (2)  | 7–14 серпня         | Олімпійський стадіон                   | 44                  | 44              | 1113            | Росія                        |
| 17 | 1998 | Будапешт (2)   | 18–23 серпня        | Непштадіон                             | 44                  | 44              | 1259            | Велика Британія              |
| 18 | 2002 | Мюнхен         | 6–11 серпня         | Олімпійський стадіон                   | 46                  | 47              | 1162            | Росія                        |
| 19 | 2006 | Гетеборг       | 7–13 серпня         | Уллеві                                 | 47                  | 48              | 1288            | Росія                        |
| 20 | 2010 | Барселона      | 27 липня-1 серпня   | Олімпійський стадіон                   | 47                  | 50              | 1323            | Франція                      |
| 21 | 2012 | Гельсінкі (3)  | 27 червня-1 липня   | Олімпійський стадіон                   | 42                  | 50              | 1230            | Німеччина                    |
| 22 | 2014 | Цюрих          | 12-17 серпня        | Летцигрунд                             | 47                  | 50              | 1439            | Велика Британія              |
| 23 | 2016 | Амстердам      | 6-10 липня          | Олімпійський стадіон                   | 44                  | 50              | 1329            | Польща                       |
| 24 | 2018 | Берлін         | 7-12 серпня         | Олімпійський стадіон                   | 48                  | 50              | 1573            | Велика Британія              |
| —  | 2020 | Париж          | 26-30 серпня        | Шарлеті                                | скасований          | скасований      | скасований      | скасований                   |
| 25 | 2022 | Мюнхен (2)     | 15-21 серпня        | Олімпійський стадіон                   | 50                  | 48              | 1495            | Німеччина                    |
| 26 | 2024 | Рим (2)        | 7-12 червня         | Олімпійський стадіон                   |                     |                 |                 |                              |
| 27 | 2026 | Бірмінгем      |                     | Александер-стейдіум                    |                     |                 |                 |                              |
| 28 | 2028 | Хожув          | 22-27 серпня        | Сілезький стадіон                      |                     |                 |                 |                              |

## Медальний залік
- Інформація наведена по чемпіонат-2018 включно.
- Колишні країни позначені курсивом.

| Місце               | Країна                     | Золото | Срібло | Бронза | Загалом |
| ------------------- | -------------------------- | ------ | ------ | ------ | ------- |
| 1                   | СРСР                       | 120    | 110    | 101    | 331     |
| 2                   | Велика Британія            | 118    | 90     | 96     | 304     |
| 3                   | НДР                        | 89     | 75     | 62     | 226     |
| 4                   | Німеччина                  | 75     | 80     | 78     | 233     |
| 5                   | Франція                    | 69     | 65     | 60     | 194     |
| 6                   | Польща                     | 54     | 52     | 60     | 166     |
| 7                   | Росія                      | 49     | 51     | 52     | 152     |
| 8                   | Італія                     | 42     | 44     | 48     | 134     |
| 9                   | Фінляндія                  | 33     | 28     | 40     | 101     |
| 10                  | Швеція                     | 29     | 42     | 42     | 113     |
| 11                  | Іспанія                    | 28     | 24     | 36     | 88      |
| 12                  | ФРН                        | 27     | 36     | 37     | 100     |
| 13                  | Нідерланди                 | 26     | 25     | 22     | 73      |
| 14                  | Україна                    | 20     | 30     | 17     | 67      |
| 15                  | Угорщина                   | 18     | 20     | 24     | 62      |
| 16                  | Чехословаччина             | 16     | 16     | 27     | 59      |
| 17                  | Португалія                 | 16     | 12     | 9      | 37      |
| 18                  | Норвегія                   | 13     | 14     | 17     | 44      |
| 19                  | Болгарія                   | 12     | 16     | 12     | 40      |
| 20                  | Бельгія                    | 12     | 13     | 11     | 36      |
| 21                  | Білорусь                   | 11     | 13     | 10     | 34      |
| 22                  | Туреччина                  | 11     | 8      | 9      | 28      |
| 23                  | Греція                     | 11     | 7      | 11     | 29      |
| 24                  | Швейцарія                  | 8      | 12     | 13     | 33      |
| 25                  | Румунія                    | 7      | 21     | 10     | 38      |
| 26                  | Чехія                      | 7      | 13     | 12     | 32      |
| 27                  | СФРЮ                       | 6      | 6      | 3      | 15      |
| 28                  | Хорватія                   | 6      | 1      | 3      | 10      |
| 29                  | Данія                      | 4      | 7      | 3      | 14      |
| 30                  | Латвія                     | 4      | 3      | 3      | 10      |
| 31                  | Ірландія                   | 3      | 6      | 6      | 15      |
| 32                  | Естонія                    | 3      | 6      | 4      | 13      |
| 33                  | Ізраїль                    | 3      | 1      | 1      | 5       |
| 33                  | Ісландія                   | 3      | 1      | 1      | 5       |
| 35                  | Литва                      | 2      | 3      | 4      | 9       |
| 36                  | Австрія                    | 2      | 1      | 7      | 10      |
| 37                  | Словенія                   | 2      | 1      | 2      | 5       |
| 38                  | Сербія                     | 1      | 4      | 2      | 7       |
| 39                  | Словаччина                 | 1      | 4      | 1      | 6       |
| –                   | Допущені нейтральні атлети | 1      | 3      | 2      | 6       |
| 40                  | Азербайджан                | 0      | 2      | 2      | 4       |
| 41                  | Албанія                    | 0      | 1      | 0      | 1       |
| 41                  | Люксембург                 | 0      | 1      | 0      | 1       |
| 43                  | Молдова                    | 0      | 0      | 1      | 1       |
| Загалом (43 збірні) | Загалом (43 збірні)        | 962    | 968    | 961    | 2891    |

## Мультимедалісти
Інформація нижче наведена по чемпіонат Європи-2018 включно відносно спортсменів, які вибороли 6 або більше медалей.

### Чоловіки
| Атлет          |   |   |   | Загалом | Роки      |
| -------------- | - | - | - | ------- | --------- |
| Крістоф Леметр | 4 | 2 | 2 | 8       | 2010–2014 |
| Гаральд Шмід   | 5 | 1 | 0 | 6       | 1978-1986 |
| Роджер Блек    | 5 | 1 | 0 | 6       | 1986-1994 |
| Мо Фара        | 5 | 1 | 0 | 6       | 2006-2014 |
| Кевін Борле    | 4 | 1 | 1 | 6       | 2010–2018 |
| Мартін Руні    | 3 | 2 | 1 | 6       | 2010–2018 |
| П'єтро Меннеа  | 3 | 2 | 1 | 6       | 1971-1978 |
| Лінфорд Крісті | 3 | 1 | 2 | 6       | 1986-1994 |

### Жінки
| Атлетка            |   |   |   | Загалом | Роки      |
| ------------------ | - | - | - | ------- | --------- |
| Ірена Шевінська    | 5 | 1 | 4 | 10      | 1966-1978 |
| Фанні Бланкерс-Кун | 5 | 1 | 2 | 8       | 1938–1950 |
| Ренате Штехер      | 4 | 4 | 0 | 8       | 1969-1974 |
| Дафне Схіперс      | 4 | 3 | 1 | 8       | 2012-2018 |
| Марліс Ґер         | 5 | 1 | 1 | 7       | 1978-1986 |
| Міріам Сумаре      | 1 | 3 | 3 | 7       | 2010-2014 |
| Маріта Кох         | 6 | 0 | 0 | 6       | 1978-1986 |
| Хайке Дрехслер     | 5 | 1 | 0 | 6       | 1986-1998 |
| Гріт Броєр         | 5 | 1 | 0 | 6       | 1990-2002 |
| Ірина Привалова    | 3 | 2 | 1 | 6       | 1994-1998 |
| Євгенія Сєчєнова   | 2 | 2 | 2 | 6       | 1946-1950 |

## Спортсмени з найбільшою кількістю участей
Нижче перелічені спортсмени, які брали участь на 6 або більше чемпіонатах Європи за період включно по чемпіонат Європи-2018.

### Чоловіки
| Участі    | Роки                | Атлет                  | Дисципліни       |
| --------- | ------------------- | ---------------------- | ---------------- |
| 7         | 1998-2018           | Кеваго Зольтан         | метання диска    |
| 2002–2018 | Герд Кантер         | метання диска          |                  |
| 2002–2018 | Давід Седерберг     | метання молота         |                  |
| 2002–2018 | Хесус Еспанья       | біг на довгі дистанції |                  |
| 2002–2018 | Мар'ян Опря         | потрійний стрибок      |                  |
| 6         | 1954–1971           | Абдон Памич            | спортивна ходьба |
| 1962–1978 | Людвік Данек        | метання диска          |                  |
| 1969–1990 | Ненад Стекич        | стрибки у довжину      |                  |
| 1994–2014 | Хесус Анхель Гарсія | спортивна ходьба       |                  |
| 1994–2014 | Віргіліюс Алекна    | метання диска          |                  |
| 1998–2014 | Двейн Чамберс       | спринт                 |                  |
| 1998–2014 | Нікола Віццоні      | метання молота         |                  |
| 1998–2014 | Сергій Лебідь       | біг на довгі дистанції |                  |
| 1998–2014 | Шимон Зюлковський   | метання молота         |                  |
| 2002–2016 | Грегорі Седок       | бар'єрний біг          |                  |
| 2002–2016 | Йоган Віссман       | спринт                 |                  |

### Жінки
| Участі    | Роки               | Атлет                     | Дисципліни             |
| --------- | ------------------ | ------------------------- | ---------------------- |
| 7         | 2002–2018          | Папп Кристина             | біг на довгі дистанції |
| 6         | 1969–1986          | Гелена Фібінгерова        | штовхання ядра         |
| 1982–2002 | Хайке Дрехслер     | спринт, стрибки у довжину |                        |
| 1986–2010 | Фернанда Рібейру   | біг на довгі дистанції    |                        |
| 1990–2010 | Фелічія Тиля       | бар'єрний біг             |                        |
| 1998–2016 | Меліна Робер-Мішон | метання диска             |                        |
| 1998–2014 | Нурія Фернандес    | біг на середні дистанції  |                        |
| 2002–2016 | Берта Кастельс     | метання молота            |                        |
| 2002–2016 | Дана Велдякова     | потрійний стрибок         |                        |
| 2002–2016 | Мер'я Корпела      | метання молота            |                        |
| 2002–2016 | Рут Бейтья         | стрибки у висоту          |                        |